# Mercedes Aráoz

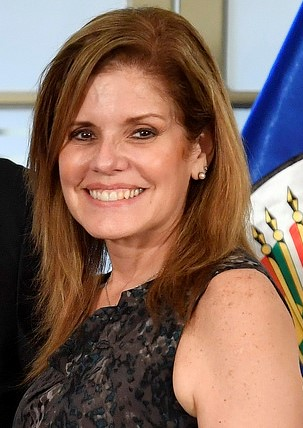
Mercedes Aráoz (2018)

Mercedes Aráoz (* 5. August 1961 in Lima als Mercedes Rosalba Aráoz Fernández) ist eine peruanische Politikerin, Professorin und Wirtschaftswissenschaftlerin. Sie war von 2017 bis 2018 Premierministerin von Peru. Von 2016 bis 2020 war sie Vizepräsidentin von Peru.

## Leben
Geboren und aufgewachsen in Lima, besuchte Mercedes Aráoz zunächst die St. Mary’s School im Stadtteil Magdalena del Mar von Lima. Danach studierte sie an der Pazifischen Universität in Lima. Ihren Master und Ph.D. in Wirtschaftswissenschaften erlangte sie an der Universität von Miami. Später wurde sie Hochschullehrerin an der  Pazifischen Universität und dem angegliederten Forschungszentrum.
Nebenher arbeitete sie unter anderem für die Weltbank, UNCTAD, OAS und die CAF, bevor sie in der Regierung von Alan García von 2006 bis 2009 Ministerin für Außenhandel und Tourismus, kurzfristig 2009 Ministerin für die Produktion sowie später Wirtschafts- und Finanzministerin war. Bei der Präsidentschaftswahl 2011 sollte sie als Vertreterin der Alianza Popular Revolucionaria Americana für die Nachfolge ihres Parteikollegen García kandidieren, zog ihre Kandidatur aber aufgrund von Streitigkeiten bereits zu Jahresbeginn zurück, so dass letztlich niemand für die Regierungspartei antrat. Von 2012 bis 2015 war sie Repräsentantin der Interamerikanischen Entwicklungsbank in Mexiko.
Bei den Wahlen 2016 kandidierte sie erstmals selbst für ein politisches Amt. Auf Platz 1 der Liste von Peruanos Por el Kambio (PPK) im Wahlkreis Lima Metropolitana wurde sie in den Kongress Perus gewählt; außerdem kandidierte sie gleichzeitig erfolgreich an der Seite von Pedro Pablo Kuczynski als Zweite Vizepräsidentin von Peru und wurde am 28. Juli des Jahres in ihr Amt eingeführt. Vom 17. September 2017 bis kurz nach der Übernahme der Präsidentschaft durch Martín Vizcarra im März 2018 war sie Kuczynskis zweite Premierministerin gewesen; sie trat am 2. April zu Gunsten von Vizcarras Wahl César Villanueva zurück.
Ende September 2019 eskalierte zwischen Vizcarra und dem Kongress ein Streit um die Besetzung von Richterposten am peruanischen Verfassungsgericht. Vizcarra löste daraufhin zunächst den Kongress auf und kündigte Neuwahlen an. Daraufhin beschloss der Kongress im Gegenzug, Vizcarra zu suspendieren und ernannte Vizepräsidentin Aráoz zur Übergangspräsidentin. Diese erklärte allerdings einen Tag später ihren Rücktritt und sprach sich stattdessen für vorgezogene Neuwahlen aus, die am 26. Januar 2020 stattfanden. Ursprünglich waren die nächsten Parlaments- und Präsidentschaftswahlen erst für April 2021 vorgesehen.